# Puberty 2
Puberty 2 è il quarto album della musicista indie rock nipponico-statunitense Mitski, pubblicato nel 2016. Il disco è universalmente elogiato dagli autori musicali per il suo contenuto liricalmente complesso e personale, venendo inserito in diverse liste dei migliori album dell'anno: Entertainment Weekly, The A.V. Club (8º), Paste (5º), Pitchfork (18º), Rolling Stone (23º), Spin, Stereogum (8º) e TIME (3º). Su Metacritic totalizza 87/100, punteggio basato su 22 recensioni.
| Recensione    | Giudizio |
| ------------- | -------- |
| AllMusic      | [ 1 ]    |
| Rolling Stone | [ 10 ]   |
| NOW           | [ 10 ]   |
| Q             | [ 10 ]   |
| The A.V. Club | A        |
| The Guardian  | [ 10 ]   |
| Boston Globe  | [ 10 ]   |
| Pitchfork     | [ 10 ]   |
| Spin          | [ 10 ]   |
| PopMatters    | [ 10 ]   |

## Tracce
Testi e musiche di Mitski Miyawaki.
1. Happy – 3:40
2. Dan the Dancer – 2:25
3. Once More to See You – 3:01
4. Fireworks – 2:37
5. Your Best American Girl – 3:32
6. I Bet on Losing Dogs – 2:50
7. My Body's Made of Crushed Little Stars – 1:56
8. Thursday Girl – 3:08
9. A Loving Feeling – 1:32
10. Crack Baby – 4:52
11. A Burning Hill – 1:49

Tracce bonus nell'edizione giapponese
1. Fireproof (cover degli One Direction) – 1:49
2. I'm a Fool to Want You (cover di Frank Sinatra) – 3:49

## Classifiche settimanali
| Classifica (2016)     | Posizione massima |
| --------------------- | ----------------- |
| Belgio (Fiandre)      | 137               |
| US Independent Albums | 18                |
| US Top Rock Albums    | 32                |